# Антоконенко, Михаил Иванович
Михаи́л Ива́нович Антоконенко  (около 1864, Лубны, Полтавская губерния, Российская империя — не ранее ноября 1913) — служащий железной дороги и библиотечный деятель. Обвинялся в хранении нелегальной литературы народовольческого и украинофильского характера. Член правления Харьковской общественной библиотеки, товарищ председателя правления библиотеки в 1906—1907 годах. 

## Биография

### Ранняя жизнь и арест
Михаил Иванович Антоконенко родился около 1864 года в Лубнах. Окончил местную в гимназию в 1883 году и поступил в Императорский Санкт-Петербургский университет. Позднее перевелся на физико-математический факультет Императорского университета Святого Владимира в Киеве, который окончил в 1887 году со степенью кандидата университета. В конце 1880-х годов работал счётным чиновником на кременчугской станции Харьково-Николаевской железной дороги. У Полтавского жандармского управления появились сведения, что у Антоконенко хранится нелегальная литература. 21 января 1890 года он был обыскан, жандармы нашли большое количество запрещённой народовольческой и украинофильской литературы. Был привлечён к дознанию, на котором заявил, что часть нелегальной литературы получил от своего друга по гимназии Абеля Браславского ещё в 1882 году, перед тем как он эмигрировал в США. Вторую часть получил от В. Костецкого, на момент допроса уже покойного.
Высочайшим повелением от 12 августа 1890 заключён под стражу на два месяца с последующим установлением негласного надзора после выхода на свободу на срок, по усмотрению министра внутренних дел. С 27 августа по 27 октября отбывал заключение в Кременчугской тюрьме. После освобождения давал частные уроки, также имел занятия при управлении Харьково-Николаевской железной дороги в Кременчуге. В следующем году переехал в Харьков, где работал в службе движения той же железной дороги. Начинал службу в качестве конторщика, со временем стал делопроизводителем, а позже и начальником коммерческого отдела. Негласный надзор был прекращён 12 марта 1893 года. Имел гражданский чин коллежского секретаря.

### Библиотечная деятельность
В 1893 году стал членом Харьковской общественной библиотеки, в том же году был избран членом правления и стал казначеем библиотеки. Занимался её финансовой деятельностью, в том числе: ведением кассовой и материальной книг, составлением приходно-расходной таблицы и ежегодных смет на приобретение периодических изданий, выдачей чеков на покупки книг и материальные нужды.
Состоял членом строительной комиссии, занимался её финансовыми делами. Все расходные документы на постройку библиотеки были надлежащим образом составлены, что отметила ревизионная комиссия библиотеки в своём отчёте. Избирался товарищем (заместителем) председателя правления библиотеки в 1906—1907 годах. В 1915 году избирался ответственным лицом по библиотеке. 
Занимался вопросами сохранности фонда, его каталогизации и формирования. Для пополнения фонда Антоконенко собирал книжные пожертвования, покупал новые издания и занимался подпиской журналов. Первоначально в библиотеке занимался записью поступлений новых книг, позже проводил контроль библиографических записей на правильность и категоризировал периодику. Совместно с Орестом Габелем и Ольгой Зубашевой занимался передачей в другие библиотеки старых журналов и дубликатов изданий, отбирал дефектные книги для переплёта.
Также занимался каталогом библиотеки, заведовал над разделами: «Математика», «Сельское хозяйство» и «Технологии». Работал над составлением и подготовкой к изданию первого тома систематического каталога библиотеки, который был отдан в печать в 1896—1897 годах. В 1900—1901 годах составил и откорректировал второй том каталога, в который вошли книги, поступившие в библиотеку с 1895 года до 1 октября 1900 года. Он также составил и третий том, в который вошли книги, поступившие с 1901 года до 1 мая 1906 года. Но корректура над ним велась уже коллективно. Кроме Михаила Антоконенко, том корректировали Арсений Кадлубовский, Михаил Маслов и Валерий Патоков. Работа над томом была окончена в 1907 году, и он включал около 20 тысяч наименований.
Общественная деятельность Антоконенко не ограничивалась только Харьковской общественной библиотекой. В 1894 году он был избран членом Комитета 2-й Харьковской народной бесплатной читальни Харьковского общества грамотности, на тот момент ещё не открытой. Состоял членом Российского общества библиотековедения. В 1905 году исполнял обязанности председателя Комитета Общества благоустройства посёлка Высокий и занимался вопросами создания его системы водоснабжения. Имел в Высоком примечательный сад, в который члены Харьковского общества сельского хозяйства организовывали экскурсии.

## Семья
От брака с Елизаветой Михайловной Антоконенко имел дочь Елену. С 1903 года мать и дочь были членами Харьковской общественной библиотеки, согласно другим данным, дочь стала членом библиотеки в 1906 году.

## Сочинения
- Доклад о состоянии книжного имущества 3-го разряда Харьковской общественной библиотеки на 7 апр. 1903 // Отчет ХОБ за семнадцатый год. Прил. VII, C. XLI, XLII

### Комментарии
1. ↑  Председателем правления библиотеки тогда был избран Алексей Грузинцев[4]
2. ↑  Жена члена правления библиотеки Ефима Зубашева[6]